# Salto (film 1965)
Salto – polski film psychologiczny z 1965 roku w reżyserii i według scenariusza Tadeusza Konwickiego.

## Fabuła
Do sennego miasteczka na Ziemiach Odzyskanych przybywa tajemniczy gość, który uprzednio wyskoczył z pędzącego pociągu. Przekraczając rzekę, przedstawia się mieszkańcom raz jako Kowalski, raz jako Malinowski, tworząc różne wersje swojego życiorysu, niekiedy ze sobą sprzeczne. Twierdzi, że ucieka, bo wydano na niego niesprawiedliwy wyrok i jest ścigany. Jawi się na przemian jako prorok oraz oszust; uzdrawia synów jednego z mieszkańców, uwodzi córkę innego, wróżce przepowiada przyszłość . Bohater ma sny, w których ma być wykonana na nim egzekucja przez wojska hitlerowskie, a w innych przez wojska komunistyczne. Wiele scen rozgrywa się w sadzie. Miasteczko znajduje się w pobliżu kopalni uranu i niedługo ma zniknąć. W miasteczku ma odbyć się uroczystość rocznicowa, którą mieszkańcy organizują w magazynie, dawnej synagodze. Niebawem Kowalski-Malinowski sprawuje „rząd dusz” nad mieszkańcami. W synagodze mieszkańcy i bohater o świcie tańczą synchronicznie tajemniczy chocholi taniec. Na drugi dzień bohater zostaje zdemaskowany przez kobietę z dwójką dzieci podającą się za jego żonę, która nazywa go „dziwkarzem i łazęgą”. Rozczarowani podobieństwem przybysza do nich samych mieszkańcy zwracają się przeciw niemu określając "fałszywym prorokiem", on zaś ucieka z miasteczka i wskakując w biegu do przejeżdżającego pociągu.

## Obsada
- Zbigniew Cybulski jako Kowalski – Malinowski
- Gustaw Holoubek jako gospodarz
- Wojciech Siemion jako artysta, poeta
- Iga Cembrzyńska jako żona Kowalskiego
- Zdzisław Maklakiewicz jako rotmistrz
- Jerzy Block jako stary
- Marta Lipińska jako Helena
- Irena Laskowska jako wróżka Cecylia
- Andrzej Łapicki jako pijak Pietuch
- Włodzimierz Boruński jako Blumenfeld

## Produkcja
Tadeusz Konwicki przystąpił do prac nad Saltem po ukończeniu powieści Sennik współczesny. Deklarował przy tym, że Salto było dlań przede wszystkim filmem literackim:

Po prostu są filmy muzyczne, są takie, w których przewagę ma obraz, są i filmy, w których przewagę ma literatura, i nic w tym właściwie nie ma dziwnego. Np. w moim filmie Ostatni dzień lata przewagę miał obraz, w Zaduszkach elementy natury filmowej i literackiej były mniej więcej na równych prawach, natomiast w Salcie literatura faktycznie ma przewagę.

Na realizację scenariusza Salta Konwicki musiał czekać do jesieni 1964 roku ze względów politycznych – nie zamierzał bowiem podpisać kontrlistu do tzw. Listu 34 – a pozwolenie na rozpoczęcie jego produkcji otrzymał dopiero w październiku 1964 roku; wtedy też rozpoczęły się zdjęcia. Ekipa zdjęciowa miała z tym spore kłopoty, ponieważ akcja filmu miała się toczyć latem. Po prasie krążyły anegdoty o tym, że na drzewkach zawieszano wiele kilogramów jabłek, aby krajobraz był zgodny z czasem akcji filmu. Część zdjęć trzeba było zrealizować w atelier. Premiera Salta odbyła się 11 czerwca 1965 roku .

## Odbiór
Jak podsumowywał dyskusję na temat Salta Witold Mrozek:

Film Konwickiego czytany był zarówno poprzez Gombrowicza, jak i przez polski romantyzm i Wyspiańskiego – i to nie tylko ze względu na wieńczący go chocholi taniec. Widziano w nim rozliczenie ze Szkołą Polską i summę ról kultowego aktora Zbigniewa Cybulskiego. Traktat o społecznej roli artysty i opowieść o przepracowywaniu pamięci II wojny światowej .

Tadeusz Sobolewski dla pisma „Dwutygodnik” pisał, iż: „Nie mamy dziś kina, które dawałoby równie przenikliwą diagnozę charakteru narodowego” . Robert Birkholc z magazynu Culture.pl ocenił Salto jako „jeden z najbardziej interesujących eksperymentów polskiego kina lat sześćdziesiątych oraz najwybitniejsze dokonanie filmowe Konwickiego” . Jonathan Rosenbaum z „Chicago Readera” cenił rolę Kowalskiego-Malinowskiego najbardziej ze wszystkich kreacji Cybulskiego, twierdząc, iż jego żywiołowość „sprawia, że ten seksowny film staje się spektakularnym wydarzeniem kinowym, które przemawia do publiczności – nawet wtedy, gdy nie jesteśmy do końca pewni, co się dzieje” . Mniej przychylną recenzję Saltu wystawił „The New York Times”, uznając przesłanie filmu za „niemal niezrozumiałe z powodu niejasnej symboliki” .
W 2024 roku Salto otrzymało trzecie miejsce w plebiscycie portalu Pełna Sala na najlepszy polski film w historii.

## Nagrody i festiwale
Martin Scorsese uznał Salto za jedno z arcydzieł polskiej kinematografii i w 2014 roku wytypował je do prezentacji w Stanach Zjednoczonych oraz Kanadzie w ramach festiwalu polskich filmów Martin Scorsese Presents: Masterpieces of Polish Cinema.